# Ruellia foetida
Ruellia foetida är en akantusväxtart som beskrevs av Alexander von Humboldt, Amp; Bonpl. och Carl Ludwig von Willdenow. Ruellia foetida ingår i släktet Ruellia och familjen akantusväxter. Inga underarter finns listade i Catalogue of Life.